# Optische Anschlussleitung
Optische Anschlussleitung, bzw. das optische Anschlussleitungssystem, kurz OPAL, ist ein Sammelbegriff für verschiedene Techniken zur Realisierung optischer Zugangsnetze, die von 1990 bis Ende 1997 im Auftrag der Deutschen Bundespost Telekom in Deutschland verbaut wurden. Allein in den neuen Bundesländern wurden 1,2 Millionen Haushalte angeschlossen.

## Pilotprojekte
Anfänglich wurden sieben Pilotprojekte in Bremerhaven, Frankfurt, Köln, Leipzig, Lippetal, Nürnberg und Stuttgart realisiert. Zum 31. Mai 1990 wurde innerhalb des OPAL1-Projektes in Köln-Müngersdorf weltweit erstmals Privathaushalte direkt an das Glasfasernetz angebunden (Fiber to the Home). Es wurden 192 Teilnehmer mit der Technik der Raynet Corporation angeschlossen.
Hintergrund war nach der deutschen Wiedervereinigung der enorme Nachholbedarf an Telefonanschlüssen in den neuen Bundesländern. Es fehlten dafür nicht nur die Vermittlungsstellen, sondern vor allem auch Leitungen. Die Bundesregierung hatte deshalb ein Programm zur Förderung von Glasfaserverkabelung ausgeschrieben und so wurde in den neuen Bundesländern bei der OPAL-Technik eine Kombination aus Glasfaser und Kupferleitung verlegt. Nur das letzte Stück zum Teilnehmer wurde als Kupferleitung ausgeführt (Letzte Meile genannt). Die elektrischen Signale der Kupferadern wurden dann gebündelt, in ein optisches Signal gewandelt und über die Glasfasern zur Vermittlungsstelle geführt. Die Glasfaserverkabelung vom Pilotprojekt OPAL4 in Leipzig erreichte 1991 beispielsweise eine Datenrate von 35 Mbit/s und 288 Teilnehmer.

## Flächendeckende Einführung ab 1993
Mit dem Projekt Optisches Anschlussleitungssystem OPAL 93 begann die flächendeckende Einführung im Jahr 1993. Es wurde die Infrastruktur für den Anschluss von etwa 200.000 Wohnungseinheiten (WE) in den neuen Bundesländern errichtet, mit OPAL 94 500.000 Wohnungseinheiten bundesweit. Es folgten OPAL 95 und 96 sowie Integriertes System zur Bereitstellung der Netzinfrastruktur auf optischer Basis (ISIS) 95 und 96.
OPAL 93 war ein rein passives optisches Glasfaseranschlusssystem (PON) während mit OPAL 94 auch aktive Systeme (AON, konkret HYTAS) verbaut wurden. Es wurden alle Dienste, inklusive Breitbandkabelverteilnetze und Festverbindungen, bis 2 Mbit/s ohne Entfernungsprobleme über das OPAL-System realisiert.
ISIS basierte auf dem System HYTAS. Das System HYTAS wurde seit 1995 in Lizenz von den Firmen Siemens, Bosch Telekom und DeTeWe als ISIS Indoor-Variante geliefert, d. h. das vorhandene Kupfernetz ab dem lokalen Hauptverteiler wurde verwendet und kein neues Glasfaserzugangsnetz zu den Haushalten errichtet.

## Probleme & Migration auf Nachfolgetechnologien
Als später breitbandige Internetzugänge auf DSL-Basis eingeführt wurden, erwies sich die Glasfasertechnologie im Ortsnetz, die vorher modern und zukunftweisend gewirkt hatte, als schwerer Nachteil.
Eine Weiterentwicklung bzw. Erweiterung der optischen Netzabschlüsse (ONU/ONT) um xDSL-Technologie fand nicht mehr statt. Stattdessen wurden in einigen Orten das Glasfaserzugangsnetz komplett mit Kupfer überbaut oder auf eine Fibre to the Node (Glasfaser bis zum Kabelverzweiger) Topologie umgebaut und eine neue Systemtechnik verbaut: Siemens Breitband OPAL / Multi Service Access Plattform, das bis zu 6 Mbit/s per ADSL ermöglichte bzw. eine Kombination aus HYTAS-Systemtechnik und Ericsson Ethernet DSL-Access (EDA) Outdoor-DSLAM. Im Jahr 2011 waren immer noch nicht alle Gebiete umgerüstet. Im Jahr 2015 wurde die Verteilung von Kabel-TV über OPAL-Netze abgeschaltet.
In einigen Ortsnetzen wurde die vorhandene physikalische OPAL-Infrastruktur (ungenutzte Fasern) für ein modernes FTTH-Netz auf Basis von Gigabit Passive Optical Network (GPON) weitergenutzt, bzw. punktuell dafür erweitert. In einigen Fällen musste auch eine umfangreiche Parallelverlegung von Kupfer- und Glasfaserkabeln erfolgen, um einen weitestgehend unterbrechungsfreien Netzbetrieb für die Kunden und gleichzeitig den Aufbau der neuen Netzstruktur zu ermöglichen.
Alle OPAL-Techniken wurde bei der Deutschen Telekom mit dem Abschluss der Migration auf Next-Generation-Network-Technologie (Voice over IP) zum Ende des Jahres 2021 außer Betrieb genommen.